# یژی پورنبسکی
یژی پورنبسکی (لهستانی: Jerzy Porębski؛ زادهٔ ۲۸ فوریهٔ ۱۹۵۶) کارگردان فیلم و تهیه‌کننده فیلم اهل لهستان است.
از فیلم‌هایی که وی در آن‌ها نقش داشته است، می‌توان به «کوکوچکا» (۲۰۱۱) اشاره نمود که مستندی است دربارهٔ کوهنورد نامدار لهستانی یژی کوکوچکا.